# Питон (диадох)
Вижте пояснителната страница за други личности с името Питон.
Питон (на старогръцки: Πείθων or Πίθων) е (телохранител), диадох и наследник на Александър Велики.
Той е син на Кратей и произлиза от македонската провинция Еордея. Питон получава от Пердика важната Сатрапия Мидия. Той потушава бунт на гръцките наемници и пуска оживелите на свобода. Пердика обаче дава заповед всички въстаници да бъдат убити.
Питон придружава през 320 г. пр. Хр. Пердика в похода му против Птолемей I. След загубата Питон е един от водещите на бунта против Пердика, който завършва с убийството на Пердика. По настояване на Птолемей I регентството е поето от Питон и Архидай. Малко след това на коференцията в Трипарадис (в Сирия) по искане на Евридика II за регент на Македония е избран Антипатър. При раздаването на провинциите Питон получава отново Мидия.
През 318 г. пр. Хр. той изгонва Филип, сатрапът на Партия, и дава провинцията на неговия брат Евдем. Всички съседни сатрапи тръгват против Питон и го изгонват от Партия. Той бяга във Вавилон при Селевк I Никатор.
През есента 316 г. пр. Хр. Питон командва лявото крило в битката при Параитакена заедно с Антигон I Монофталм против Евмен от Кардия и Евдем. През зимата 316 г. пр. Хр. той участва и в битката при Габиена, при която Евмен е напълно победен.
Антигон разширява своето царство до Мидия, сатрапията на Питон. Питон се страхува за своята власт и започва интриги против Антигон, който разбира за това и го кани на разговор в своята зимна квартира в Екбатана. С пристигането си Питон е поставен пред съда, осъден на смърт и веднага екзекутиран.